# Sörtjärnet, Bohuslän
Sörtjärnet är en sjö i Tanums kommun i Bohuslän och ingår i Enningdalsälvens huvudavrinningsområde.